# سورن ريس
سورن ريس (بالدنماركية: Søren Reese)‏ هو لاعب كرة قدم ومدرب كرة قدم دنماركي في مركز الدفاع، وُلِدَ في 29 يوليو 1993 في Ingstrup ‏ في الدنمارك. لعب مع نادي فيبورج.

## وصلات خارجية
- سورن ريس على موقع اتحاد النرويج (النرويجية)
- سورن ريس على موقع قاعدة بيانات كرة القدم.إي يو (الإنجليزية)
- سورن ريس على موقع Soccerway.com (الإنجليزية)
- سورن ريس على موقع عالم كرة القدم.نت (الإنجليزية)